# لعبة كلمات
ألعاب الكلمات (تسمى أيضًا ألغاز الكلمات أو ألعاب البحث عن الكلمات) هي ألعاب منطوقة أو ألعاب لوحة أو ألعاب فيديو غالبًا ما يتم تصميمها لاختبار القدرة مع اللغة أو لاستكشاف خصائصها.
تُستخدم ألعاب الكلمات عمومًا كمصدر للترفيه، ولكنها يمكن أن تخدم أيضًا غرضًا تعليميًا. يمكن للأطفال الصغار الاستمتاع بلعب ألعاب مثل ووردل، بينما يطورون بشكل طبيعي مهارات لغوية مهمة مثل التهجئة. وجد الباحثون أن البالغين الذين حلوا بانتظام الكلمات المتقاطعة، والتي تتطلب الإلمام بمفردات أكبر، كانت لديهم وظائف دماغية أفضل في وقت لاحق من حياتهم.